# Левашёв, Виктор Александрович
Виктор Александрович Левашёв (1864—1916) — русский учёный-гигиенист и педагог, доктор медицинских наук (1895), профессор  (1909), действительный статский советник (1913).

## Биография
Родился 30 марта (11 апреля) 1864 года в Крестцах Новгородской губернии, сын протоиерея.
С 1883 по 1888 год обучался на медицинском факультете Императорского Санкт-Петербургского университета и  с 1889 по 1893 год обучался в Императорской медико-хирургической академии, которую окончил лекарем и был по конкурсу оставлен при ней для подготовки к профессорской деятельности.
С 1893 по 1916 год на научно-педагогической работе в Императорской медико-хирургической академии, сначала под руководством профессора Шидловского подготовил и защитил в 1895 году докторскую диссертацию; затем преподавал: с 1896 по 1909 годы, последовательно — приват-доцент, ассистент и профессор, с 1909 по 1916 год — заведующий кафедрой гигиены. Одновременно с 1900 по 1916 год на клинической работе в Петербургской барачной в память С. П. Боткина больнице в должности заведующего дезинфекционной станции.

### Научно-педагогическая деятельность
Основная научно-педагогическая деятельность В. А. Левашёва была связана с вопросами в области коммунальной дезинфекции и гигиены. В. А. Левашёвым  впервые было установлено значение влажности воздуха в жилых домах и предложено   гигиеническое требования к отоплению, вентиляции и очистке этих домов. Под его руководством была  разработана методика дезинсекции  и дезинфекции верхней одежды водяным паром в сочетании с сернистым ангидридом и формалином. В. А. Левашёв принимал участие в работе международных съездов гигиенистов в 1906 году в Женеве и в 1907 году в Берлине. В 1908 году он являлся организатором первых в Российской империи курсов дезинфекторов. В. А. Левашёвым был разработан проект создания первого в Российской империи — института гигиены. 
В 1895 году защитил диссертацию на соискание учёной степени доктор медицинских наук по теме: «О способах исследования качеств воздуха жилых помещений при помощи растворов марганцево-кислого кали», в 1909 году ему было присвоено учёное звание профессор. Под руководством В. А. Левашёва было написано около шестидесяти научных трудов, под его руководством и при непосредственном участии было подготовлено более шестнадцати кандидатских диссертаций.
Скончался 30 октября (12 ноября) 1916 года в Гельсингфорсе.